# إيزابيل أفيس (1432-1455)

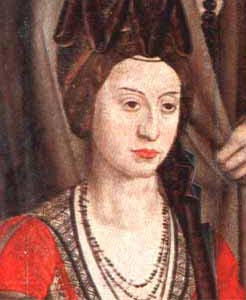
Isabel of Coimbra, Queen of Portugal

إيزابيل أفيس (البرتغال، 1 مارس 1432 - يابرة، 2 ديسمبر 1455) دوقة قلمرية و ملكة البرتغال القرينة في الفترة من 1445 إلى وفاتها , هي زوجة ألفونسو الخامس ملك البرتغال ووالدة الملك البرتغال جواو الثاني وهي ابنة بيتر دوق قلمرية ابن جواو الأول ملك البرتغال